# Copho
Copho von Salerno, vereinzelt auch Kopho und Cophon, war ein Arzt und Autor. Seine Wirkungszeit wird auf das frühe 12. Jahrhundert datiert.

## Wirken
Über Cophos Leben liegen keine gesicherten Informationen vor. Durch Zitate und Querverweise kann jedoch mit einiger Sicherheit geschlossen werden, dass er im frühen 12. Jahrhundert wirkte.
Im 19. und frühen 20. Jahrhundert wurden Copho drei Werke zugeordnet, von denen nach heutiger Ansicht nur die Practica Cophonis von ihm stammt, während eine Abhandlung über anatomische Studien am Schwein (Anatomia porci) und die Kompilation Ars medendi ihm wohl nur durch oberflächliche Betrachtung eines Druckes von 1532 zugeschrieben wurden. Als Autor der Ars medendi wurde später Archimatthäus von Salerno identifiziert.
Cophos Practica ist in einer Würzburger Handschrift aus dem 13. Jahrhundert in zwei Abteilungen mit einer Fieberlehre (61 Kapitel) und einer Lehre der Krankheiten (85 Kapitel) gegliedert. In einer Wiener Handschrift aus dem 14. Jahrhundert ist der Text hingegen stark verstümmelt. Bemerkenswert an Cophos Fieberlehre ist, dass sie kaum Ähnlichkeiten mit Galenos oder Constantinus Africanus aufweist. Auch die Krankheitslehre, die traditionell von Kopf bis Fuß (a capite ad calcem) strukturiert ist, geht offenbar nicht auf die einschlägigen Werke der Antike oder des Mittelalters zurück.
Cophos Fieberlehre wurde noch im 12. Jahrhundert für die Kompilation De aegritudinum curatione herangezogen, in der auch Auszüge aus Johannes Platearius, Petrus Musandinus, Bartholomäus, Johannes Afflacius, Matthäus oder Johannes Ferrarius sowie Trota von Salerno zusammengestellt wurden. Diese Kompilation ist nur aus einer Handschrift bekannt, dem sg. Breslauer Kodex, der im Zweiten Weltkrieg zerstört wurde.
Auch Trota von Salerno bezieht sich in ihren Werken mehrfach auf Cophos Practica und nach Monica Helen Green hat sich Copho umgekehrt auch bei Trota bedient.

## Editionen und Übersetzungen
- Würzburg: Rudolf Creutz: Der Magister Copho und seine Stellung im Hochsalerno: Aus M. p. med. Q 2 (saec. XIII) fol. 85a–103a Würzburg. In: Sudhoffs Archiv, Band 33 (1941), S. 249–338 (JSTOR:20774081)
- Wien: Salvatore de Renzi: Collectio Salernitana: ossia documenti inediti, e trattati di medicina appartenenti alla scuola medica salernitana. Band 4. Sebezio, Neapel 1856. S. 439–504 (Digitalisat)
- Patrick Fordyn: The ‘Experimentes of Cophon, the Leche of Salerne’. Middle English medical recipes (MS. dd. 34, 111, 218r–230v). Omirel, UFSAL, Brüssel 1983.